# Radeløv
Radeløv (Asplenium) er en slægt af bregner indeholdende ca. 700 arter på verdensplan. En række arter forekommer i Danmark, men er alle sjældne eller meget sjældne. Flere arter dyrkes også som haveplanter, og enkelte som stueplanter.
| Beskrevne arter |

- Sort radeløv (Asplenium adiantum-nigrum)
- Kystradeløv (Asplenium marinum)
- Murrude (Asplenium ruta-muraria)
- Hjortetunge (Asplenium scolopendrium)
- Nordisk radeløv (Asplenium septentrionale)
- Rundfinnet radeløv (Asplenium trichomanes)
- Lysegrøn radeløv (Asplenium trichomanes-ramosum)

| Andre arter |

| - Asplenium adulterinum - Asplenium aequibasis - Asplenium aethiopicum - Asplenium africanum - Asplenium angustum - Asplenium antiquum - Asplenium ascensionis - Asplenium attenuatum - Asplenium aureum - Asplenium auritum - Asplenium australasicum - Asplenium azoricum - Asplenium bifrons - Asplenium billottii - Asplenium bipinnatifidum - Asplenium brachycarpum - Asplenium bradleyi - Asplenium bulbiferum - Asplenium caudatum - Asplenium ceterach - Asplenium compressum - Asplenium congestum - Asplenium corderoanum - Asplenium crinicaule - Asplenium cristatum - Asplenium cuneifolium - Asplenium cymbifolium - Asplenium daghestanicum - Asplenium dalhousiae - Asplenium dareoides - Asplenium daucifolium - Asplenium difforme - Asplenium fissum - Asplenium dimorphum - Asplenium divaricatum - Asplenium dregeanum - Asplenium ecuadorense - Asplenium feei - Asplenium fissum - Asplenium flabellifolium | - Asplenium flaccidum - Asplenium fontanum - Asplenium forisiense - Asplenium formosum - Asplenium gemmiferum - Asplenium gueinzii - Asplenium goudeyi - Asplenium hemionitis - Asplenium hermannii-christii - Asplenium hookerianum - Asplenium hybridum - Asplenium incisum - Asplenium laciniatum - Asplenium lamprophyllum - Asplenium laserpitiifolium - Asplenium lepidum - Asplenium listeri - Asplenium longissimum - Asplenium lucidum - Asplenium lunulatum - Asplenium lyallii - Asplenium macedonicum - Asplenium majoricum - Asplenium milnei - Asplenium montanum - Asplenium musifolium - Asplenium nidus - Asplenium normale - Asplenium obliquum - Asplenium oblongifolium - Asplenium obovatum - Asplenium obtusatum - Asplenium oligolepidum - Asplenium oligophlebium - Asplenium onopteris - Asplenium pacificum - Asplenium paleaceum - Asplenium palmeri - Asplenium petrarchae - Asplenium pinnatifidum | - Asplenium planicaule - Asplenium platybasis - Asplenium platyneuron - Asplenium polyodon - Asplenium praemorsum - Asplenium prolongatum - Asplenium pteridoides - Asplenium resiliens - Asplenium rhizophyllum - Asplenium richardii - Asplenium ruprechtii - Asplenium rustifolium - Asplenium sagittatum - Asplenium sandersonii - Asplenium schizotrichum - Asplenium schweinfurthii - Asplenium scleroprium - Asplenium seelosii - Asplenium septentrionale × trichomanes - Asplenium serra - Asplenium serratum - Asplenium sessilifolium - Asplenium shuttleworthianum - Asplenium simplicifrons - Asplenium splendens - Asplenium surrogatum - Asplenium tenerum - Asplenium terrestre - Asplenium theciferum - Asplenium thunbergii - Asplenium tutwilerae - Asplenium vespertinum - Asplenium vieillardii - Asplenium virens - Asplenium viride - Asplenium vittiforme - Asplenium viviparum |

| Hybrider |

- Asplenium × alternifolium
- Asplenium × ebenoides
- Asplenium × germanicum
- Asplenium × jacksonii (steril, triploid hybrid mellem A. adiantum-nigrum og A. scolopendrium)
- Asplenium × kenzoi-oni-hinokishida
- Asplenium × microdon (hybrid mellem A. scolopendrium og A. obovatum subsp. lanceolatum)
- Asplenium × sarniense
- Asplenium septentrionale x trichomanes